# Rumba (film 2008)
Rumba – francusko-belgijski komediodramat z 2008 roku w reżyserii Dominique Abela, Fiony Gordon i Bruno Romy.

## Fabuła
Fiona i Don są instruktorami w szkole tańca, ich życiową pasją są tańce latynoamerykańskie. W każdy weekend startują w tanecznych konkursach, zdobywając wiele nagród. Wracając z kolejnych zawodów, przydarza się im wypadek samochodowy, w którym Fiona traci nogę, a Don pamięć. Wypadek diametralnie wpływa na ich życie: tracą pracę, dom, pasję, jedyne co im pozostało to miłość.

## Obsada
- Philippe Martz jako Gérard
- Fiona Gordon jako Fiona
- Dominique Abel jako Dom
- Bruno Romy jako złodziej
- Clement Morel